# Hacsiman

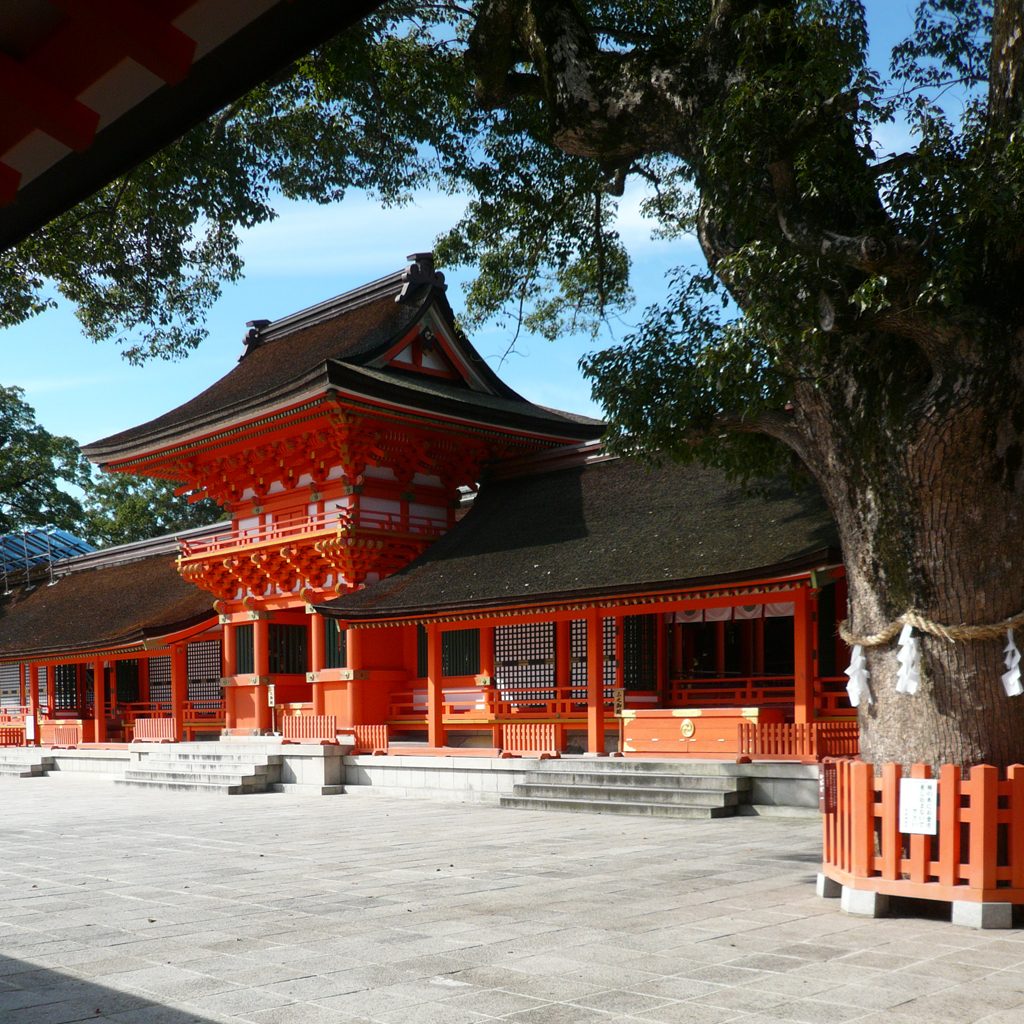
Az Usza szentély

Hacsiman (八幡神 Hacsiman-Dzsin/Jahata no kami) a japán mitológiában az íjászat és háború egyesített istene, felhasználva elemeket a sintó és buddhista vallásból. Bár gyakran nevezik a háború istenének, pontosabb megfogalmazás az, hogy a harcosok védő istene. Hacsiman ezen kívül Japán és a japán emberek védelmezője. Ezért a császári ház (Minamoto klán) és a legtöbb szamuráj tisztelete övezte. A név jelentése: "A Nyolc Zászló Istene", ami arra a nyolc zászlóra utal, amik jelezték a legendás Ódzsin császár születését. Szimbolikus állata és hírvivője a galamb.
A régmúlt korok óta a parasztok mint a földművelés istenét imádták Hacsimant. A sintó vallásban Hacsiman alakja egybefonódott Ódzsin császáréval.

## Egyeztetés

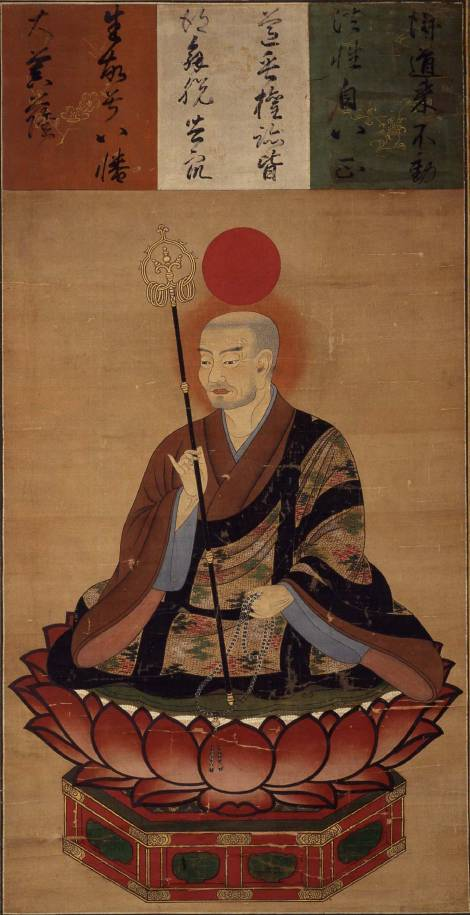
Egy tekercs, amin Hacsimant buddhista papnak öltözve ábrázolják

Miután a buddhizmus megvetette a lábát Japánban, Hacsiman egyesített istenséggé vált. Ötvözték a sintó vallás hagyományos kami imádatát a buddhista tanokkal (Sinbucu Súgó). Kr. u. 8. században Hacsiman bekerült a buddhista panteonba mint Hacsiman Bódhiszattva (八幡大菩薩 Hacsiman Daibosatsu).

## Szamuráj hitvallás
Mivel Ódzsin császár személyében ő volt a Minamoto klán őse, Hacsiman lett a Minamoto család védelmező istensége (氏神 Udzsigami). Miután Minamoto no Josie elérte a férfikort, az Ivasimizü Szentélyben, Kiotóban felvette a Hacsiman Taro Josie nevet és később katonai sikereivel és vezetői képességeivel az ideális szamuráj jelképévé vált. Ahogy Minamoto no Joritomo lett a sógun és megalapította a Kamakura-sógunátust, Hacsiman népszerűsége folyamatosan növekedett és a szamurájok és a harcos osztály (akik a sógunátusnak köszönhették befolyásukat) védelmezőjévé vált. Ezek miatt az okok miatt a Hacsiman szentélyekben a sintáj általában egy kengyel vagy íj.
A japán középkor során Hacsiman imádata folyamatosan terjedt az országban, nem csak a szamurájok között, hanem a földművelő parasztság köreiben is. Népszerűsége olyan méretet öltött, hogy jelenleg Japán-szerte 25 000 Hacsiman szentély található, Inari után Hacsiman rendelkezik a legtöbb szentéllyel. Az Uszában található Usza szentély a legfőbb, valamint az Ivasimizü Hacsiman-Gű, Hakozaki-Gű és a Curugaoka Hacsiman-Gű-t tekintik a legjelentősebb Hacsiman szentélyeknek.
Hacsiman jelvényének elrendezése egy micudomoe, egy kerek örvény, amiben három fej úszik jobbra vagy balra. Sok szamuráj használta ezt a jelvényt sajátjaként, és ironikusan sokan a Minamoto klán ősellenségéig a Taira klán, Kammu császárának vonaláig (Kammu Heisin) vezették vissza a származásukat.

## További Olvasás
- Bender, Ross (1978). „Metamorphosis of a Deity: The Image of Hachiman in Yumi Yawata”. Monumenta Nipponica 33 (2), 165–78. o. DOI:10.2307/2384124. JSTOR 2384124.
- Bender, Ross (1980). „The Political Meaning of the Hachiman Cult in Ancient and Early Medieval Japan”. Dissertation, Kiadó: Columbia University. [2015. április 14-i dátummal az eredetiből archiválva].

## Fordítás
- Ez a szócikk részben vagy egészben  a   Hacsiman című angol Wikipédia-szócikk ezen változatának fordításán alapul.  Az eredeti cikk szerkesztőit annak laptörténete sorolja fel. Ez a jelzés csupán a megfogalmazás eredetét és a szerzői jogokat jelzi, nem szolgál a cikkben szereplő információk forrásmegjelöléseként.